# 卡拉斯山
8°58′4″S 77°40′8″W / 8.96778°S 77.66889°W

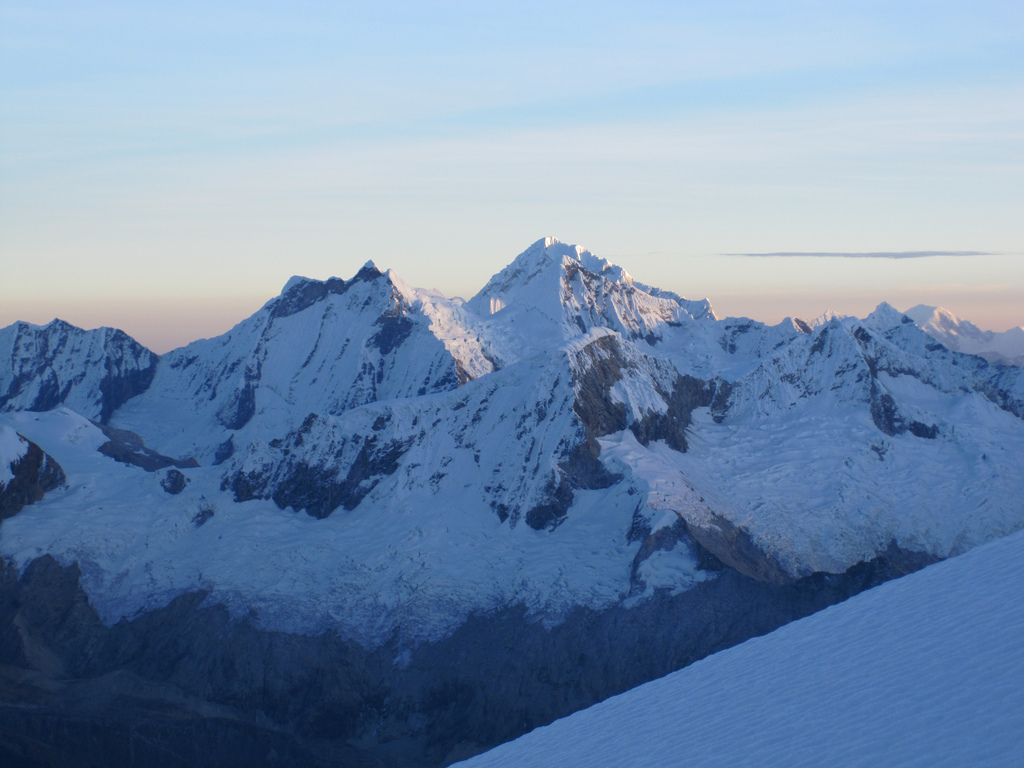

卡拉斯山（西班牙語：Caraz），是秘魯的山峰，位於該國北部安卡什大區，屬於安第斯山脈中布蘭卡山脈的一部分，海拔高度6,025米，人類在1955年首次登頂。